# Tiensjan
De Tiensjan of Tian Shan (Chinees: 天山; pinyin: Tiān Shān; Kirgizisch: Тянь-Шань, Tyan'-Shan', Oud-Turks: Tenğri tağ; Oeigoers: تەڭرىتاغ, Tengri Tagh) is een bergketen in Centraal-Azië, in het grensgebied van Kazachstan, Kirgizië en de Chinese autonome regio Xinjiang. In de meeste talen wordt de Chinese naam gebruikt die "hemelse bergen" betekent.
De hoogste toppen in de Tiensjan zijn de Overwinningspiek (Pik Pobedy, Ğeňiš Čokusu 7439 m) en de iets noordelijker gelegen Chan Tengri (7010 m), die zich op het Chinees-Kirgizisch-Kazachse drielandenpunt bevindt en de noordelijkste "zevenduizender" van de wereld is (als althans de ijskap wordt meegerekend). Tussen beide bergen bevindt zich de Eňilčekgletsjer, de grootste van de Tiensjan. Ten westen hiervan ligt het meer Ysykköl, dat het op een na grootste bergmeer ter wereld is.
De Tiensjan vormt de waterscheiding tussen het stroomgebied van de Tarim aan de zuidoostkant en dat van de Ili, de Syr Darja en de Tsjoej aan de noordwestkant. Al deze rivieren zijn endoreïsch: dat wil zeggen dat niets van de neerslag die in het gebergte valt de oceaan bereikt. Het gebergte watert af op het Lop Nor (via de Tarim), het Balkasjmeer (via de Ili) en het Aralmeer (via de Syr Darja). Het water van de Tsjoej bereikt geen enkel meer, maar verdampt voortijdig in de steppe zonder de Syr Darja te bereiken.
De zuidwestelijke voortzetting van de Tiensjan is de Pamir en de noordoostelijke de Bogda Shan.
De voornaamste verkeersroute door de Tiensjan loopt via de Torugartpas (3752 meter) op de grens van China en Kirgizië.

## Werelderfgoed
De bergketen is door de UNESCO erkend als natuurlijk werelderfgoed. Dit ging in twee stappen. Op de 37e sessie van de Commissie voor het Werelderfgoed in 2013 werd op voordracht van de Volksrepubliek China de "Tiensjan in Xinjiang" toegevoegd aan de werelderfgoedlijst. Drie jaar later, in juli 2016 erkende de Commissie voor het Werelderfgoed de "Westelijke Tiensjan" zoals deze zich bevindt in Kazachstan, Kirgizië en Oezbekistan tijdens de 40e sessie in Istanboel.
Chinese Muur · Heilige berg Taishan · Verboden Stad · Paleis van Mukden · Mogaogrotten · Mausoleum van de eerste Qin-keizer · Vindplaats van de Pekingmens in Zhoukoudian · Berglandschap van Huang Shan · Jiuzhaigou-vallei · Huanglong · Wulingyuan · Bergresidentie en afgelegen tempels van Chengde · Tempel en begraafplaats van Confucius en het huis van de familie Kong in Qufu · Oud gebouwencomplex in de Wudangbergen · Historisch ensemble van het Potala-paleis in Lhasa · Jokhangtempel · Norbulingkatempel · Nationaal park Lushan · Landschap rond de berg Emei, inbegrepen het gebied van de Grote Boeddha van Leshan · Oude stad Lijiang · Oude stad Pingyao · Suzhou · Zomerpaleis, een keizerlijke tuin in Peking · Tempel van de hemel, een keizerlijk offeraltaar in Peking · Rotssculpturen van Dazu · Wuyigebergte · Oude dorpen in zuidelijk Anhui - Xidi en Hongcun · Keizerlijke paleizen van de Ming- en Qing-dynastieën in Peking en Shenyang · Grotten van Longmen · Qingcheng en Dujiangyan-irrigatiesysteem · Grotten van Yungang · Beschermd gebied van drie parallelle rivieren in Yunnan · Hoofdsteden en graven van het oude koninkrijk Koguryo · Historisch centrum van Macau · Reservaten van de reuzenpanda in Sichuan · Yinxu · Diaolou en dorpen in Kaiping · Zuid-Chinese karstlandschap · Tulou in Fujian · Nationaal park Sanqingshan · Wutai Shan · Cultuurlandschap van het Westelijke Meer van Hangzhou · Tian Shan in Xinjiang · Cultuurlandschap van rijstterrassen van de Hani in Honghe · Het Grote Kanaal · Zijderoute: het wegennetwerk van de Chang'an-Tiensjancorridor · Sites van de Tusi · Cultuurlandschap met rotstekeningen van Zuojiang Huashan · Hubei Shennongjia · Qinghai Hoh Xil · Gulangyu: een historische internationale nederzetting · Fanjingshan · Archeologische ruïnes van de stad Liangzhu · Trekvogelreservaten langs de kust van de Gele Zee en de Golf van Bohai · Quanzhou
Mausoleum van Hodja Ahmed Yasavi · Saryarka-steppe en Meren van Noord-Kazachstan · Tamgaly · Zijderoute: het wegennetwerk van de Chang'an-Tiensjancorridor · Westelijke Tiensjan
Itsjan Kala · Historisch centrum van Buchara · 
Historisch centrum van Sachrisabz ·
Samarkand, kruispunt van culturen · 
Westelijke Tiensjan
- Bibliothèque nationale de France: cb12480558g (data)
- Gemeinsame Normdatei: 4106333-8
- Library of Congress Control Number: sh85135294
- Bibliotheek van het Japanse parlement: 00642031
- Nationale Bibliotheek van Tsjechië: ge310940
- Nationale Bibliotheek van Israël: 987007536399705171
- Virtual International Authority File: 239483485